# Ювеналій (Карюков)
Єпископ Ювеналій (в миру Григорій Іванович Карюков або Корюков; 1816, Крюків Посад, Полтавська губернія, Російська імперія — 31 грудня 1882) — єпископ Російської православної церкви в добу Російської імперії, єпископ Орловский і Севский.

## Життєпис
Народився в 1816 році у Крюковому Посаді Кременчуцького повіту Полтавської губернії у сім'ї священика Іоанна Карюкова.
В 1839 році закінчив курс Катеринославської духовної семінарії по 1-му розряду.
2 травня 1840 року висвячений на священика і призначений до Покровської церкви Кременчуцького повіту Крюкового Посада.
24 серпня 1841 року, після смерті дружини, залишив прихід та призначений учителем в Полтавське духовне училище, а з 13 вересня того ж року служив священиком у Полтавському кадетському корпусі.
В 1842 році для продовження освіти вступив до Київської духовної академії. 12 лютого 1844 році пострижений у чернецтво. 1 вересня 1845 році після закінчення курсу академії, обійняв посаду вчителя в Катеринославській духовній семінарії, виконував обов'язки інспектора і був членом Катеринославської семінарської ради. 22 січня 1846 році удостоєний ступеня магістра.
В 1848 році нагороджений набедренником.
29 вересня 1851 року призначений інспектором та професором Кишинівської духовної семінарії спочатку за класом логіки та психології, а з 12 липня 1852 року — за класом богословських наук.
З 1 квітня 1853 року — настоятель Гінкульського Параскевінського монастиря. 12 квітня зведений у сан ігумена.
В 1854 році призначений цензором катехітичних повчань священиків Кишинева.
19 жовтня 1856 року призначений інспектором і професором Астраханської духовної семінарії.
15 травня 1857 року призначений настоятелем Астраханського заштатного Іоанно-Предтеченського монастиря та нагороджений бронзовим хрестом на Володимирській стрічці.
30 листопада 1858 року отримав призначення на посаду ректора та професора Нижегородської духовної семінарії. 25 грудня того ж року зведений у сан архімандрита.
З 31 липня 1859 року — настоятель Нижегородського Благовіщенського монастиря і цензор Нижегородських єпархіальних відомостей.
В 1866 році викликаний до Санкт-Петербургу на священнослужіння та проповіді слова Божого.
В 1867 році згідно з проханням, звільнений з посади настоятеля Нижегородського Благовіщенського монастиря.
6 жовтня 1868 року хіротонізований на єпископа Михайлівського, вікарія Рязанської єпархії.
16 серпня 1871 року призначений єпископом Архангельським і Холмогорським. В Архангельську був членом різних благодійних установ та товариств.
25 грудня 1876 року переведений на кафедру Орловську і Севську, де і залишався до самої смерті.
Помер 31 грудня 1882. Похований в Орловському Успенському монастирі.
На всіх щаблях навчально-ієрархічного служіння єпископ Ювеналій вирізнявся чесним та старанним виконанням своїх обов'язків. Звертав особливу увагу на впорядкування та покращення матеріального становища підвладних йому осіб та установ. Щодо цього він багато зробив для Нижегородської духовної семінарії та тих монастирів, де був настоятелем. Іншою турботою преосвященного було не тільки підняття підпорядкованого йому духовенства у очах місцевих парафіян, а й цілої єпархії. Для цього він вживав і суворих заходів.